# Molophilus exquisitus
Molophilus exquisitus är en tvåvingeart som beskrevs av Alexander 1929. Molophilus exquisitus ingår i släktet Molophilus och familjen småharkrankar. Inga underarter finns listade i Catalogue of Life.